# Смерть Саданори Симоямы
Инцидент Симояма (下山事件, Shimoyama jiken) — исчезновение и смерть Саданори Симояма , первого президента Японских национальных железных дорог, в Токио 5 июля 1949 года. Симояма исчез по дороге на работу, а его тело было обнаружено на линия Дзёбан в Адачи на следующий день. СМИ предлагали противоречивые объяснения самоубийства и убийства, а полиция публично не сообщала о результатах своего расследования, которое затем было прекращено. Инцидент Симояма, инцидент Митака и крушение Мацукавы произошло с разницей в два месяца, и вместе они известны как Три большие тайны JNR.
Саданори Симояма (яп . 下山 定則, Симояма Саданори , родился 23 июля 1901 г.) был чиновником Министерства транспорта, преемника Министерства путей сообщения, которое управляло железнодорожной сетью Японии. Симояма был назначен первым президентом Японских национальных железных дорог (JNR), когда они были созданы 1 июня 1949 года. В соответствии с политикой японского правительства Dodge Line Симояма был ответственен за резкое сокращение персонала JNR, в рамках которого 4 июля В 1949 году он опубликовал список из примерно 30 000 сотрудников, подлежащих увольнению. Сокращения были внезапно распоряжены правительством США и проведены в жизнь военными чиновниками США, базировавшимися в Японии, как способ уменьшить политическую власть тогдашней японской коммунистической партии . Многие считают, что Симояма был назначен козлом отпущения как японским, так и американским правительствами, чтобы смягчить последствия резкого сокращения персонала, и оба правительства могут нести ответственность за его смерть. За несколько дней до своей смерти Симояма получил многочисленные угрозы смертью от некоторых высокопоставленных военных чиновников США, чтобы убедиться, что он выполнит приказ о сокращении.

## Исчезновение
Утром следующего дня, 5 июля, Симояма покинул свой дом в Ота, Токио, около 8:20. По дороге на работу он приказал водителю остановиться у универмага Мицукоси в Нихонбаси. Прибыв в магазин до его открытия, они вернулись в офис Chiyoda Bank (теперь The Bank of Tokyo-Mitsubishi UFJ) напротив станции Tokyo Station. Затем они пошли окольным путем обратно в магазин Mitsukoshi. Около 9:37 Симояма снова вышел из служебной машины, сказав водителю подождать пять минут, и быстро сел в Мицукоси. Это было последнее, о чем он слышал.
Обычно Симояма прибывал в штаб-квартиру JNR до 9 утра, и его встречал секретарь. В день его исчезновения, в напряженной обстановке предстоящих кадровых сокращений, в 9 утра было назначено важное совещание. Его неприбытие после того, как из дома подтвердили, что он будет там, вызвало большой переполох в штаб-квартире JNR, и с полицией связались. Расследование началось с дела о пропаже без вести. 6 июля около 00:30 расчлененное тело Симоямы было найдено на линии Дзёбан между станциями Кита-Сэндзю и Аясэ в Адачи. Симояма был сбит поездом.
После исчезновения человека, подходящего под описание Симоямы, сначала видели в универмаге Мицукоши в Нихонбаси, а в поезде метро линии Гиндза, направляющемся на станцию Асакуса. В магазине Mitsukoshi многие люди сообщили, что видели его.
После 13:40 этот человек разговаривал с дежурным на станции Готанно железной дороги Тобу в Адачи, недалеко от того места, где было обнаружено тело. После этого, с 14:00 до 17:00, он остановился в рёкане Мацухиро, рядом со станцией. Было много сообщений о человеке с ростом и одеждой Симоямы, который шел на юг вдоль линии Тобу Исэсаки с 18:00 до 20:00 от Готанно к месту, где было найдено тело.

## Расследование
Было установлено, что тело Симоямы, найденное на исходящих путях линии Дзёбан, было расчленено примерно через 20 минут после полуночи отправляющимся товарным поездом № 869, который тянул локомотив D51 651 . Официальным вскрытием руководил Танемото Фурухата, профессор судебной медицины Токийского университета, а само вскрытие проводил коллега Фурухаты Наоки Кувасима. Судя по травмам на теле, было установлено, что Симояма умер до того, как его сбил поезд.
Конкретная причина смерти не установлена, но возможна потеря крови (в другом месте) из-за отсутствия крови, обнаруженной в теле и на месте происшествия. Кроме того, в некоторых частях тела было обнаружено опасное для жизни внутреннее кровотечение, которое могло быть вызвано только применением значительной силы, например ударом ногой. С другой стороны, муниципальный коронер Токио, осмотревший тело на месте происшествия, предположил, что смерть Симоямы была самоубийством.. Однако внутреннее кровотечение, наблюдаемое в останках Симоямы, также соответствовало столкновению с поездом, и следователи не смогли бы обнаружить кровь на месте происшествия, потому что шел дождь. Таким образом, эти факты не были сочтены полезными для обоснования вывода об убийстве.
Профессор Университета Кейо Накадате Кюхей считал, что Симояма был жив, когда его сбил поезд, хотя никогда не видел тела. Эти теории противостоят друг другу. 30 августа 1949 года Фурухата, Накадате и Кёсукэ Комия из Медицинской школы Нагои были вызваны для дачи показаний перед Комитетом по судебным делам Палаты представителей парламента, и тем самым вызвал полемику между Сеймом и миром судебной медицины. Отвечая на вопросы комитета, Фурухата заявил, что «Кувасима до сих пор не может официально объявить это убийством или самоубийством. Он заявил только, что тело было расчленено после смерти. в любом случае ненаучны и позволяют себе вольности».